# Miroitements
Miroitements est un roman d'anticipation dystopique de Pierre Boulle, paru en 1982.

## Résumé
À propos des centrales solaires, des chercheurs éminents affirment : il suffirait de couvrir de miroirs 1 % des terres arides du Languedoc, de la Provence et de la Corse pour produire 10 % de l'énergie nécessaire à la France.
Partant de cette affirmation, Jean Blondeau, Président écologiste de la République, héros du roman, décide donc de couvrir de miroirs 10 % ces surfaces arides pour obtenir la totalité de l'énergie nécessaire à son pays et remplacer ainsi toute autre forme d'énergie d'origine fossile ou nucléaire. 
Suivi - ou poussé - par sa femme Béatrice qui voue un véritable culte au Soleil, le président débloque alors les budgets pour la construction du centre Helios dans la Crau, centrale solaire non polluante, véritable temple à la gloire du soleil et des écologistes.
Mais la construction et l'entretien de la centrale vont contraindre le Président écologiste d'aller jusqu'au bout de ses convictions...

## Thème
Pierre Boulle, comme souvent, pousse l'humain et ses intentions jusqu'à leurs paroxysmes et souvent jusqu'à l'absurde. L'enfer n'est-il pas pavé de bonnes intentions ?